# Jenny Blundell
Jenny Blundell (* 9. Mai 1994 in Sydney) ist eine australische Leichtathletin, die im Mittel- und Langstreckenlauf an den Start geht.

## Sportliche Laufbahn
Erste Erfahrungen bei internationalen Meisterschaften sammelte Jenny Blundell im Jahr 2010, als sie bei den erstmals ausgetragenen Olympischen Jugendspielen in Singapur in 2:46,82 min den vierten Platz über 1000 Meter belegte. Im Jahr darauf schied sie bei den Jugendweltmeisterschaften nahe Lille mit 2:09,15 min im Halbfinale im 800-Meter-Lauf aus und 2012 schied sie bei den Juniorenweltmeisterschaften in Barcelona mit 4:24,35 min in der Vorrunde über 1500 Meter aus. Im Herbst begann sie ein Studium an der Universität Sydney und 2016 qualifizierte sie sich im 1500-Meter-Lauf für die Olympischen Sommerspiele in Rio de Janeiro und gelangte dort bis ins Halbfinale und schied dort mit 4:13,25 min aus. 2021 qualifizierte sie sich dann im 5000-Meter-Lauf für die Olympischen Sommerspiele in Tokio und verpasste dort mit 15:11,27 min den Finaleinzug.

## Persönliche Bestzeiten
- 600 Meter: 1:31,57 min, 20. Februar 2010 in Sydney (U20-Ozeanienrekord)
- 800 Meter: 2:03,71 min, 20. Februar 2016 in Adelaide
- 1500 Meter: 4:04,62 min, 18. Mai 2016 in Peking
- 1 Meile: 4:28,82 min, 6. Juli 2017 in Lausanne
- 3000 Meter: 9:08,90 min, 11. November 2017 in Sydney
- 5000 Meter: 15:10,27 min, 29. Juni 2021 in Sydney